# Archibald Vincent Arnold
Archibald Vincent Arnold, ameriški general, * 24. februar 1889, † 4. januar 1973.
Med drugo svetovno vojno je bil poveljnik 69. poljskoartilerijske brigade (1941–?), artilerije 44. divizije (?–1943), 7. pehotne divizije (1943–1946) in vojaški guverner Koreje (1945–1946). Upokojil se je leta 1948.